# Friona spoliator
Friona spoliator là một loài tò vò trong họ Ichneumonidae.